# Museu Judaico de Belmonte
O Museu Judaico de Belmonte é um museu localizado em Belmonte que retrata a longa história da comunidade judaica na região, que resistiu a longos anos e séculos de perseguição religiosa. É o primeiro museu deste género em Portugal, localizado no último reduto da comunidade criptojudaica aí instalada por volta do século XV.
Foi inaugurado a 17 de Abril de 2005 pelo então ministro dos assuntos parlamentares, Augusto Santos Silva. O museu expõe mais de uma centena de peças religiosas, do dia-a-dia e de uso profissional utilizadas por famílias hebraicas, especialmente da Beira Interior e Trás-os-Montes. O museu tem mais de 30 mil visitantes por ano e é considerado um dos melhores do género em toda a Península Ibérica. O jornal britânico Telegraph colocou o museu na lista dos 50 melhores pequenos museus da Europa.